# Адольф Айхман
Адольф Айхман (нім. Otto Adolf Eichmann, 19 березня 1906, Золінген, Королівство Пруссія — 1 червня 1962, Рамла, Ізраїль) — німецький офіцер, співробітник гестапо, завідувач відділу гестапо IV-B-4, який відповідав за «остаточне вирішення єврейського питання». Оберштурмбанфюрер СС.

## Біографія

### Родина
Батько, Карл Айхман, був бухгалтером в «Електричній трамвайній компанії» (Золінген), 1913 р. його перевели в «Електричну трамвайну компанію» до міста Лінц (Австрія), де він працював до 1924 р. комерційним директором. Кілька десятків років був громадським пресвітером євангелістської церковної громади в Лінці. Був двічі одружений (вдруге — 1916 року).
Мати — Марія Айхман, уроджена Шефферлінг, померла 1916 року.
Брати — Еміль (народився у 1908 р.); Гельмут (народився у 1909 р., загинув у Сталінграді); молодший — Отто. Сестра — Ірмгард, народилася в 1910 або 1911 р.
1914 року батько перевіз сім'ю в Лінц, де вони оселилися в багатоквартирному будинку на Бішофштрассе, 3 (центр міста).

### Молодість
З дитинства Адольф був у Товаристві християнської молоді, потім через незадоволення його керівництвом перейшов у групу «Гриф» товариства «Юні туристи», яке входило до Молодіжного союзу. В цій групі Адольф перебував і коли йому вже виповнилося 18 років.

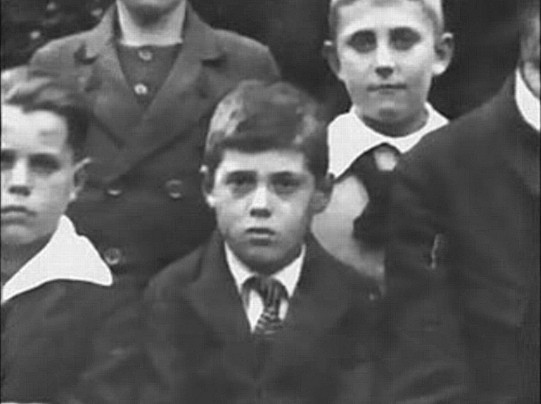
Адольф Айхман на шкільному фото

До 4-го класу він відвідував початкову школу в Лінці (1913–1917). У цій же школі трохи раніше навчався Адольф Гітлер. Потім Айхман поступив у Державне реальне училище імені Кайзера Франца-Йосифа (після революції 1918 — Федеральне реальне училище), де навчався до 4-го класу (1917–1921). У 15-річному віці, після закінчення училища, вступив в державне Вище федеральне училище електротехніки, машинобудування та будівництва (Лінц), провчився там 4 семестри.
До того часу батько Адольфа достроково вийшов на пенсію, бо відкрив власну справу. Спочатку він заснував у Зальцбурзі гірничу компанію, в якій мав 51 % акцій. Також у Зальцбурзі він став співвласником компанії з випуску локомобілів. Також увійшов у пай підприємства з будівництва млинів на річці Інн (Верхня Австрія). Через економічну кризу втратив вкладені гроші, закрив гірничу компанію, але ще довго виплачував до державної скарбниці гірську ренту.
Адольф був не найуспішнішим учнем, батько забрав його з училища і відправив працювати на власну шахту, де планував видобуток смоли з горючих сланців, а також сланцевої олії для медичних цілей. У виробництві було зайнято близько 10 чоловік. На шахті Адольф пропрацював три місяці. Потім пішов учнем у «Верхньоавстрійську електричну компанію», де 2,5 роки вивчав електротехніку.
1928 року батьки допомогли 22-річному Адольфу влаштуватися в компанію «Вакуум Ойл» роз'їзним представником. У його обов'язки входило обслуговування великого району у Верхній Австрії. Здебільшого він займався встановленням бензонасосів і забезпеченням їх гасом, бо та місцевість була мало електрифікована.
Друг Адольфа, Фрідріх фон Шмідт, який мав зв'язки у військовому середовищі, привів його в «Молодіжний союз фронтовиків» (молодіжне відділення Німецько-Австрійського об'єднання фронтовиків). Більшість членів спілки були налаштовані промонархічно.

### СС та НСДАП. 1930-ті роки
До 1931 року в Австрії наростали націоналістичні настрої, проходили збори НСДАП, а СС вербували у Лінці людей із об'єднання фронтовиків, бо їм було дозволено займатися стрілецької підготовкою.
1 квітня 1932 року Айхман вступив до СС на запрошення Ернста Кальтенбруннера. Він отримав членський партійний квиток № 889895, номер у СС — 45326.
1933 року компанія «Вакуум Ойл» перевела Адольфа в Зальцбург. Щоп'ятниці він повертався до Лінцу і там відбував службу в СС.
19 червня 1933 року канцлер Дольфус заборонив діяльність НСДАП в Австрії. Незабаром Айхмана звільнили з «Вакуум Ойл» через приналежність до СС, після чого він виїхав до Німеччини.
У Німеччині Адольф з'явився з рекомендаційним листом від Кальтенбрунера до висланого гауляйтера Верхньої Австрії Боллека, який запропонував Айхману вступити в «Австрійський легіон», розташований в Клостерлехфельді. Адольф потрапив до штурмового загону, де навчався здебільшого вуличного бою.
Потім його перевели в Пассау помічником начальника штабу зв'язку рейхсфюрера СС штурмбанфюрера фон Піхля, де Адольф писав листи і звіти в Мюнхен в управління рейхсфюрера СС. До того часу він отримав звання унтершарфюрер (унтерофіцера). 1934 року цей штаб скасували, Айхмана перевели в батальйон полку «Німеччина» у Дахау, де він перебував до вересня 1934 р.
Саме тоді Адольф дізнався про набір людей до служби безпеки рейхсфюрера-СС. Він подав заяву і його взяли в Імперську службу безпеки, проте він мав займатися не охороною Гіммлера, як він собі уявляв, а рутинною канцелярською роботою зі систематизації картотеки масонів.
1935 року одружився з дівчиною із селянської сім'ї переконаних католиків.
У 2-й половині 1935 року унтерштурмфюрер фон Мільденштайн запропонував Айхману перейти в щойно організований ним «єврейський» відділ Головного управління СД. Мільденштайн доручив Адольфу скласти довідку за книгою «Єврейська держава» Теодора Герцля, яка потім використовувалася як службовий циркуляр для внутрішнього користування в СС.
На початку 1936 року начальником відділу став Дітер Вісліцені, в якому окрім Айхмана був ще один співробітник — Теодор Даннекер. Уряд рейху бажав вирішити єврейське питання і в цей період перед відділом стояло завдання сприяти якнайшвидшій примусовій еміграції євреїв з Німеччини.
1936 року отримав звання обершарфюрер, а в 1937 р. — гауптшарфюрер.
Пізніше начальником відділу став обершарфюрер Хаген. У кінці 1937 р. Айхмана разом з Хагеном відрядили до Палестини для знайомства з країною, запрошення надійшло від представника «Хагана», військової організації єврейських переселенців. Проте подорож закінчилася невдачею через відмову англійського генерального консульства в Каїрі видати їм дозволи на в'їзд до підмандатної Палестини.
30 січня 1938 року підвищений до звання унтерштурмфюрер.
Після аншлюсу Австрії Айхмана перевели у відділення СД у Відні, де він мав займатися справами євреїв. За наказом Айхмана представник єврейської громади Відня доктор Ріхард Левенгерц склав план щодо організації процесу прискореної еміграції євреїв. Потім Айхман домігся створення у Відні центральної установи з еміграції євреїв, після чого оформлення документів на виїзд з країни перетворилася на конвеєр.
Після створення протекторату Богемія і Моравія (квітень 1939 р.) Айхмана перевели до Праги, де він продовжив займатися організацією єврейської еміграції.
На початку жовтня 1939 р. Айхман був включений до складу створеного 27 вересня 1939 р. Головного управління імперської безпеки (РСХА).

### Післявоєнний період

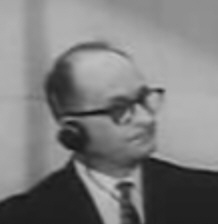
А. Айхман під час суду

Після капітуляції Рейху переховувався у сільській місцевості, найнявся на ферму — доглядати корів.
1948 року разом із трьома іншими есесівцями «пацючою стежкою» перетнув австрійсько-італійський кордон в Альпах і дістався Генуї. Там місцеві нацисти здобули йому в консульстві Аргентини фальшивий паспорт на ім'я Рікардо Клемента.
1950 року прибув до Буенос-Айреса, влаштувався бухгалтером у філію заводу Mercedes-Benz.
1952 року повернувся до Німеччини, де вдруге взяв (під вигаданим іменем) шлюб зі своєю дружиною і разом із трьома їхніми синами вивіз її до Аргентини.
11 травня 1960 року прямо на вулиці Буенос-Айреса він був схоплений групою ізраїльських агентів і таємно вивезений до Ізраїлю (операція Ґарібальді).

## Судовий процес

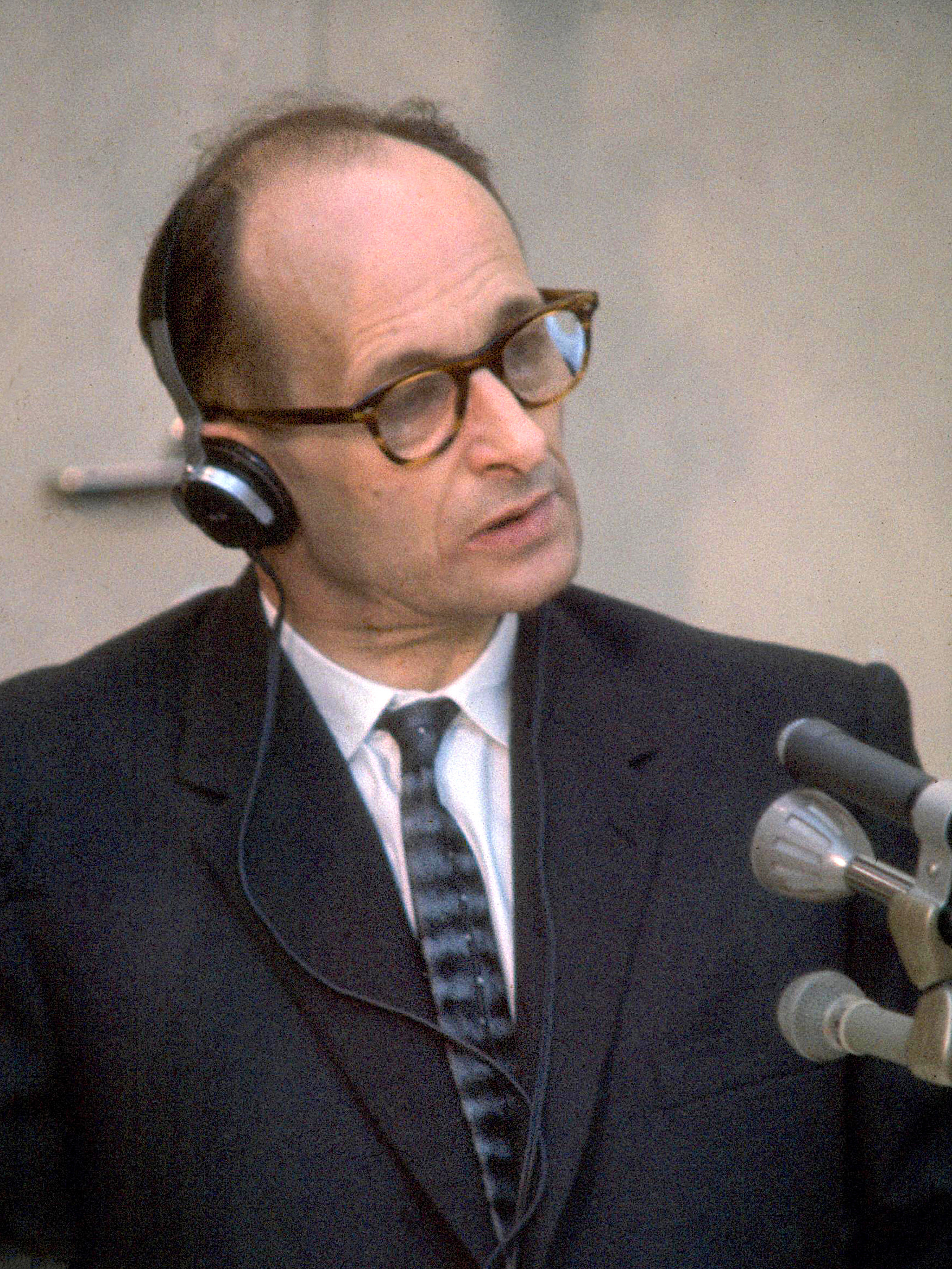
Адольф Айхман на процесі в Єрусалимі, 1961 рік

11 квітня 1961 року постав перед судом у Єрусалимі, який тривав понад пів року.
Розслідуванням діяльності Айхмана займався спеціально створений відділ поліції — установа 006 у складі 8 офіцерів, що відмінно володіли німецькою мовою. Після закінчення слідства юридичний радник уряду Гідеон Гаузнер підписав обвинувальний висновок, що складався з 15 пунктів. Айхмана звинувачували в злочинах проти єврейського народу, злочинах проти людства, належності до злочинних організацій (СС, СД і гестапо). Під злочинами проти єврейського народу розуміли всі види переслідувань, зокрема арешт мільйонів євреїв, концентрація їх у певних місцях, відправлення в табори смерті, вбивства і конфіскація власності. В обвинувальному висновку йшлося не тільки про злочин проти єврейського народу, а й про злочини проти представників інших народів: виселення мільйонів поляків, арешт та відправлення до табору смерті десятків тисяч циган, відправка 100 дітей з чеського села Лідіце в гетто Лодзі й знищення їх як помсту за вбивство чеськими підпільниками Рейнхарда Гейдріха.
15 грудня 1961 р. йому зачитали смертний вирок.
Повішений 1 червня 1962 року у в'язниці міста Рамла. Це єдиний випадок страти в Ізраїлі за вироком суду.
Відмовившись від каптура, Айхман сказав присутнім, що незабаром зустрінеться з ними знову і вмирає з вірою в Бога. Айхман прокричав: 

«Хай живе Німеччина… Аргентина… Австрія! Прощавайте, привіт дружині, родині та друзям. Я був змушений підкорятися закону війни і моєму прапору».

На шию Айхмана накинули зашморг і через кілька хвилин настала смерть. Його тіло спалили, а попіл розвіяли над морем далеко від берега.

## Нагороди оберштурмбанфюрера СС Айхмана
- Спортивний знак СА у бронзі
- Медаль «У пам'ять 13 березня 1938 року»
- Залізний хрест 2-го класу (29 вересня 1944)[15]
- Хрест Воєнних заслуг 2-го і 1-го (3 грудня 1944) класу з мечами[15]

### Відзнаки СС
- Цивільний знак СС (№6 375)
- Перстень «Мертва голова»
- Почесний кут старих бійців
- Йольський свічник

## Образ у кінематографі
- Операція «Фінал» (2018) — сюжет фільму розповідає про викрадення Айхмана з Аргентини. Роль Айхмана виконав Бен Кінгслі.